# 甘肃贝母
甘肃贝母（学名：Fritillaria przewalskii）为百合科贝母属下的一个种。

## 扩展阅读
- 維基物種上的相關：甘肃贝母